# داشير (جورجيا)
داشير (بالإنجليزية: Dasher, Georgia)‏ هي بلدة تقع في مقاطعة لاونديز، جورجيا بولاية جورجيا في الولايات المتحدة. تبلغ مساحتها 12.8 (كم²)، وترتفع عن سطح البحر 55 م، بلغ عدد سكانها 834 نسمة في عام 2000 حسب إحصاء مكتب تعداد الولايات المتحدة وتصل الكثافة السكانية فيها 65.2 نسمة/كم2.

## وصلات خارجية
- The US50 - Cities and Towns in Georgia State
- Georgia Cities and Towns, Facts, Map, Flag, Colleges, Government, and More